# La ladrona de libros (película)
La ladrona de libros es una película estrenada en el año 2013. Fue escrita y dirigida por Brian Percival, basada en la novela homónima escrita por Markus Zusak. La trama de la película presenta numerosas diferencias secundarias con el argumento del libro.

## Sinopsis
Basada en la novela de Markus Zusak "La ladrona de libros", cuenta la historia de Liesel Memminger, una niña de 9 años adoptada por una familia obrera alemana durante la Segunda Guerra Mundial. Ayudada por su padre adoptivo, la joven aprende a leer y compartir libros con Rudy y Max, un hombre judío que vive escondido en su hogar. Pero el partido de Hitler es muy poderoso y cada vez son más los adeptos que se unen a su causa. La niña logra distraerse de los bombardeos con la lectura de las novelas que roba, sin embargo, será la historia que ella misma está escribiendo la que le salve la vida.
Brian Percival (A Boy Called Dad) dirige la adaptación del filme protagonizado por Sophie Nélisse (Profesor Lazhar, El caso Fischer) como Liesel. En el reparto también vamos a encontrar nombres como los de Geoffrey Rush (El discurso del rey, Dioses de Egipto) que encarna al padre de la niña, Emily Watson (War Horse, Testamento de juventud) como la madre, o la voz de Roger Allam (La mujer de negro, La dama de negro) como el narrador de esta historia, un narrador omnisciente, que representa al Ángel de la Muerte (Roger Allam), se interesa por una niña cuyo nombre es Liesel (Sophie Nélisse) que está viajando en un tren junto a su madre y su hermano menor, quien muere al poco tiempo. Luego del entierro, íntimo y a escondidas, al que solo asisten ella y su madre, Liesel toma un libro que ha encontrado al costado de la tumba. La niña es dada en adopción a una pareja en sus cuarenta tardíos: Hans (Geoffrey Rush) y Rosa (Emily Watson) Hubermann, dado que su madre debe exiliarse de Alemania.
En el primer día de clases, Liesel debe escribir su nombre en la pizarra a modo de presentación ante su clase; dado que no sabe escribir, la niña garabatea tres equis a modo de firma. Esto provoca la hilaridad de sus compañeros y la posterior reprimenda de la maestra. Más tarde, Liesel es agredida por Franz Deutscher, un joven de aspecto rudo y cruel, quien le dice "tonta" en repetidas ocasiones (dummkopf). Envalentonado por la aprobación de sus compañeros, Franz exige a Liesel que lea tan solo una palabra de un texto, a lo que Liesel responde arrojándolo al suelo y dándole una paliza. Esto impresiona a Rudy, que desde entonces se enamora de ella.
Liesel y Rudy se vuelven miembros de las Juventudes hitlerianas. Durante una quema de libros, Liesel y Rudy son nuevamente agredidos por Franz, quien les exige que arrojen libros a la hoguera para así demostrar su lealtad al nazismo. No obstante, Liesel no ve con buenos ojos dicha quema y al final de ésta, cuando todos se retiran, logra recuperar un libro, (El hombre invisible de H. G. Wells). Liesel es vista por la esposa del alcalde de la ciudad, Ilsa Hermann. Cuando el padre adoptivo de Liesel, Hans, se da cuenta del "robo" de Liesel, le promete que ese será su secreto. Un día, Rosa le encomienda a Liesel que le entregue el pedido de lavandería a la esposa del alcalde, quien reconoce de inmediato a Liesel y la invita a pasar a la biblioteca. Liesel queda impresionada por la cantidad de libros que allí encuentra y comienza a leer uno, Ilsa le asegura que podrá volver cuando quiera si lo que desea es leer; sin embargo, el alcalde descubre dicha situación y expulsa a Liesel de la casa y decide no enviar más ropa a lavar a la casa Hubermann, lo cual causa un disgusto a Rosa.
Durante la Noche de los cristales rotos, Max Vandenburg (Ben Schnetzer) y su madre intentan escapar, pero de acuerdo a una versión de un amigo de ellos solo uno podrá lograrlo. Max decide que será su madre la que deberá escapar, mientras el primero busca asilo en la casa de los Hubermann. Hans lo acepta, debido a que tiene una deuda con el padre de Max, que le salvó la vida en la Primera Guerra Mundial; junto a Rosa y Liesel se harán cargo del joven judío escondiéndolo en el sótano de la casa. Max posee un libro acerca de Hitler Mi lucha, el que altera pintando sus hojas de blanco. De esa forma intenta borrar una de las cosas que más abomina, el nazismo y al propio Hitler. Liesel y Max se vuelven amigos dado que comparten un odio profundo hacia la figura de Hitler.
En una de sus múltiples visitas clandestinas a la biblioteca del alcalde, a la que entra por una ventana, Liesel es sorprendida por Rudy, quien descubre las visitas de Liesel y la existencia de Max a través del diario de la niña (este diario es el libro al que Max le blanqueó las páginas, en la portada está escrita la palabra "כתבי" lo quiere decir "escribe" en hebreo). Rudy concluye que la familia Hubermann está escondiendo a alguien, aunque promete no decir nada. Unos minutos más tarde ambos: Liesel y Rudy son enfrentados por Franz, quien sospecha que están tramando algo. Franz intenta forzar a Rudy, luego de golpearlo, a que le entregue el libro, pero este último lo tira al río. Acto seguido, Rudy se arriesga a rescatar el libro, pese a que la temperatura del agua es muy baja. De esta forma logra ganarse la confianza de Liesel.
Unos días más tarde, los miembros locales del partido comienzan a inspeccionar los sótanos de las casas, bajo el pretexto de verificar si se encuentran aptos como refugios anti-bombardeos. Hans y Rosa son advertidos por Liesel, mientras Rudy intenta distraer a los inspectores. Luego esconden a Max tras una bandera nazi. Hans es tentado a unirse al partido, aunque este último no aceptará. Mas, Hans es ingresado en las listas de conscriptos tras haber intentado defender a un vecino suyo de ser deportado a un campo de concentración. Luego, Hans es llevado al frente de guerra, mientras Max abandona la casa para no poner a la familia Hubermann en peligro.
Durante una deportación masiva de judíos, que desfilan uniformados en una de las calles del barrio de Liesel, la niña cree ver entre la multitud a Max, sin medir el peligro intenta ubicarlo desesperadamente cuando un oficial del ejército la aparta violentamente arrojándola contra una vereda. Luego, Liesel es llevada a su casa. Rosa desaprueba la actitud de Liesel, pero no puede más que contenerla y entender el padecimiento de la niña de haber perdido a un amigo y creerlo torturado o muerto. Días más tarde, Hans regresa de la guerra, luego de que el camión en el que él marchaba al frente de batalla fuera alcanzado por una bomba. La familia vuelve a unirse pero por un breve lapso de tiempo, puesto que todos (salvo Liesel que se quedó profundamente dormida en el sótano, mientras escribía su diario) murieron tras un bombardeo que no fue alertado por la sirena de emergencia de la ciudad.
Liesel es rescatada de los escombros y encuentra a su familia adoptiva muerta. Rudy, su mejor amigo, está a punto de morir; instantes antes de fallecer confiesa su amor a Liesel, aunque no llega a completar su declaración. Liesel besa a Rudy entre sollozos mientras el Ángel de la Muerte narra haber recibido las almas de los difuntos. Dos años después Liesel se encuentra trabajando en la sastrería del padre de Rudy, quien retornó sano y salvo de la guerra. Liesel observa cómo Max ingresa en el local y ambos se funden en un abrazo fraterno. La escena final consta del Ángel de la Muerte hablando acerca de la vida de Liesel y su muerte a los 90 años, mencionando a su marido, sus hijos y nietos. Dice haber visto muchas cosas buenas y malas a lo largo de los años, pero Liesel es una de las pocas que lo ha hecho preguntarse cómo debe sentirse estar vivo. Finalmente el Ángel concluye que está atormentado con los humanos.

## Reparto
- Sophie Nélisse: Liesel Meminger.
- Geoffrey Rush: Hans Hubermann.
- Emily Watson: Rosa Hubermann.
- Nico Liersch: Rudy Steiner.
- Ben Schnetzer: Max Vandenburg.
- Oliver Stokowski: Alex Steiner.
- Carina Wiese: Bárbara Steiner.
- Matthias Matschke: Wolfgang Edel.
- Barbara Auer: Ilsa Hermann.
- Levin Liam: Franz Deutscher.
- Kirsten Block: Frau Heinrich.
- Rainer Bock: Alcalde Hermann.
- Roger Allam: Ángel de la muerte (narrador).
- Rafael Gareisen: Walter (soldado Nazi).
- Sebastian Hülk: Agente de la Gestapo.

## Doblaje
Los actores de doblaje que dan voz a los personajes de la película en España, son:
- Ángela Arellano, como Liesel Meminger.
- Mario Gas, como Hans Hubermann.
- Olga Cano, como Rosa Hubermann.
- Miguel Antelo, como Rudy Steiner.
- Fernando Cabrera, como Max Vandenburg.
- Antonio Esquivias, como Alex Steiner.
- Gemma Martín, como Bárbara Steiner.
- Eduardo del Hoyo, como Wolfgang Edel.
- Amparo Valencia, como Ilsa Hermann.
- Rodri Martín, como Franz Deutscher.
- Chus Gil, como Frau Heinrich.
- Héctor Garay, como alcalde Hermann.
- Manolo García, como ángel de la muerte (narrador).
- David Blanco (actor de doblaje), como Walter (soldado Nazi) y un agente de la Gestapo.